# Salles-Lavalette
Salles-Lavalette è un comune francese di 362 abitanti situato nel dipartimento della Charente, nella regione della Nuova Aquitania.

## Società

### Evoluzione demografica
Abitanti censiti